# André Lhote

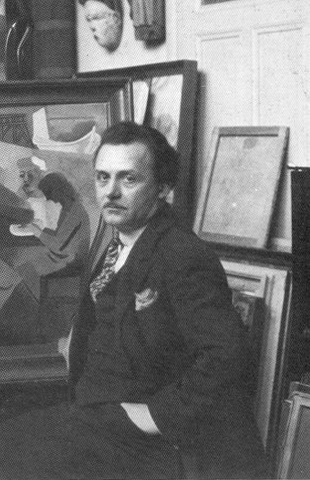
Lhote, door Edmond Boissonnet

André Lhote (Bordeaux, 5 juli 1885 - Parijs, 25 januari 1962), was een Frans modernistisch kunstschilder. Hij maakte vooral naam als kubist.

## Leven en werk
Lhote studeerde aanvankelijk beeldhouwkunst aan de kunstacademie in Bordeaux, maar legde zich al snel toe op de schilderkunst. In 1905 trok hij naar Parijs, waar hij onder invloed kwam van het werk van Paul Gauguin en Paul Cézanne. Later schilderde hij in de stijl van het fauvisme en vervolgens van het kubisme, waarin hij zijn roeping vond. In 1912 werd hij lid van de kubistische kunstenaarsgroepering Section d'or, met onder andere Raymond Duchamp-Villon, Marcel Duchamp, Albert Gleizes, František Kupka, Jean Metzinger, Francis Picabia, Tobeen en Fernand Léger.
Lhote deed dienst tijdens de Eerste Wereldoorlog, waarmee zijn productie een tijdlang stil kwam te liggen. Na de oorlog zou hij veel doceren, onder andere aan de Académie de la Grande Chaumière. In 1922 richtte hij zijn eigen school op in Montparnasse. Hij zou de leermeester worden van talloze beroemdheden in diverse sectoren van de beeldende kunst, onder wie de fotograaf Henri Cartier-Bresson. Na de Tweede Wereldoorlog gaf hij wereldwijd lezingen over modernistische kunst en schreef hij ook veel essays. In 1962 overleed hij, 74 jaar oud. Zijn werk is onder andere te zien in het Musée des Beaux-Arts de Bordeaux, het Art Institute of Chicago, de Tate Gallery te Londen en de Hermitage te Sint-Petersburg.

## Leerlingen
Tot zijn leerlingen behoorden opmerkelijk veel vrouwen, onder wie 4 met een Nederlandse achtergrond: Charlotte van Pallandt, Nancy van Overveldt, Berthe Edersheim en Julie van der Veen. Tevens de Hongaars/Nederlandse kunstenaar Sárika Góth. Verder kan art deco-schilder Tamara de Lempicka genoemd worden.